# Hockey su prato ai Giochi della XXIV Olimpiade
Le gare di hockey su prato alle olimpiadi estive del 1988 si sono svolte a Seul in Corea del Sud.

## Formula
Nel torneo maschile hanno gareggiato 12 squadre, inizialmente inserite in due gironi composti da 6 squadre ciascuno in cui ogni squadra affrontava le altre appartenenti allo stesso girone. Le prime due di ogni gruppo sono passate alle semifinali del torneo, in cui le perdenti hanno giocato la finale 3º-4º posto che ha assegnato la medaglia di bronzo, mentre le vincenti si sono qualificate alla finale del torneo che ha assegnato la medaglia d'oro e la medaglia d'argento.
Nel torneo femminile hanno gareggiato 8 squadre, inizialmente inserite in due gironi composti da 4 squadre ciascuno in cui ogni squadra affrontava le altre appartenenti allo stesso girone. Le prime due di ogni gruppo sono passate alle semifinali del torneo, in cui le perdenti hanno giocato la finale 3º-4º posto che ha assegnato la medaglia di bronzo, mentre le vincenti si sono qualificate alla finale del torneo che ha assegnato la medaglia d'oro e la medaglia d'argento.

## Squadre partecipanti

### Uomini
Girone A
- Australia
- Paesi Bassi
- Pakistan
- Argentina
- Spagna
- Kenya

Girone B
- Germania Ovest
- Regno Unito
- India
- Unione Sovietica
- Corea del Sud
- Canada

### Donne
Girone A
- Paesi Bassi
- Regno Unito
- Argentina
- Stati Uniti

Girone B
- Corea del Sud
- Australia
- Germania Ovest
- Canada

## Calendario
| Uomini | 1°T |  | 1°T |     | 1°T |     | 1°T |     | 1°T |    | SF | 5-12 | 5-12   |  | Finale | 1 |
| Donne  |     |  |     | 1°T |     | 1°T |     | 1°T |     | SF |    | 1°T  | Finale |  |        | 1 |
| Totale |     |  |     |     |     |     |     |     |     |    |    |      | 1      |  | 1      | 2 |

|  | Qualificazioni |  | FINALI |

## Podi
| Evento          | Oro | Argento | Bronzo |
| Torneo maschile | Regno Unito Paul Barber Stephen Batchelor Kulbir Bhaura Robert Clift Richard Dodds David Faulkner Russell Garcia Martyn Grimley Sean Kerly Jimmy Kirkwood Richard Leman Stephen Martin Veryan Pappin Jon Potter Imran Sherwani Ian Taylor | Germania Ovest Stefan Blöcher Dirk Brinkmann Thomas Brinkmann Heiner Dopp Hans-Henning Fastrich Carsten Fischer Tobias Frank Volker Fried Horst-Ulrich Hänel Michael Hilgers Andreas Keller Michael Metz Andreas Mollandin Thomas Reck Christian Schliemann Ekkhard Schmidt-Opper | Paesi Bassi Marc Benninga Floris Jan Bovelander Jacques Brinkman Maurits Crucq Marc Delissen Cees Jan Diepeveen Patrick Faber Ronald Jansen René Klaassen Hendrik Kooijman Hidde Kruize Frank Leistra Erik Parlevliet Gert Schlatmann Tim Steens Taco van den Honert |

| Evento           | Oro | Argento | Bronzo |
| Torneo femminile | Australia Tracey Belbin Deborah Bowman Lee Capes Michelle Hager Sally Carbon Elspeth Denning Loretta Dorman Maree Fish Rechelle Hawkes Lorraine Hillas Kathleen Partridge Patmore Jackie Pereira Sandra Pisani Kim Small Liane Tooth | Corea del Sud Chang Eun-Jung Cho Ki-Hyang Choi Choon-Ok Chung Eun-Kyung Chung Sang-Hyun Han Gum Shil Han Ok-Kyung Hwang Keum-Sook Jin Won-Sim Kim Mi-Sun Kim Soon-duk Kim Young-sook Lim Kye-sook Park Soon-Ja Seo Hyo-Sun Seo Kwang-Mi | Paesi Bassi Willemien Aardenburg Carina Benninga Marjolein Eijsvogel Yvonne Buter Det de Beus Annemieke Fokke Noor Holsboer Helen van der Ben Lisanne Lejeune Anneloes Nieuwenhuizen Martine Ohr Marieke van Doorn Aletta van Manen Sophie von Weiler Laurien Willemse Ingrid Wolff |

## Medagliere per nazioni
| Pos.   | Nazione        | Oro | Argento | Bronzo | Totale |
| ------ | -------------- | --- | ------- | ------ | ------ |
| 1      | Australia      | 1   | 0       | 0      | 1      |
| 1      | Regno Unito    | 1   | 0       | 0      | 1      |
| 3      | Corea del Sud  | 0   | 1       | 0      | 1      |
| 4      | Germania Ovest | 0   | 1       | 0      | 1      |
| 5      | Paesi Bassi    | 0   | 0       | 2      | 2      |
| Totale | Totale         | 2   | 2       | 2      | 6      |